# 北極點 (愛達荷州)
北極點（英語：North Pole）是位於美國愛達荷州庫特內縣的一個非建制地區。該地的面積和人口皆未知。

## 地理
北極點的座標為47°54′16″N 116°44′32″W / 47.90444°N 116.74222°W，而該地的平均海拔高度為729米（即2392英尺）。